# (49987) Bonata
(49987) Bonata est un astéroïde de la ceinture principale.

## Description
(49987) Bonata est un astéroïde de la ceinture principale. Il fut découvert le 3 janvier 2000 à San Marcello Pistoiese par Luciano Tesi et Giuseppe Forti. Il présente une orbite caractérisée par un demi-grand axe de 2,66 UA, une excentricité de 0,12 et une inclinaison de 13,9° par rapport à l'écliptique.

## Compléments